# Budynek gimnazjum żeńskiego besarabskiego ziemstwa gubernialnego
Budynek gimnazjum żeńskiego besarabskiego ziemstwa gubernialnego – zabytkowy budynek szkolny w Kiszyniowie, u zbiegu ulic Puszkina i București. Od początku funkcjonowania był użytkowany jako szkoła. Od 2006 r. mieści się w nim liceum teoretyczne im. Gheorghe'a Asachi.

## Historia
W 1880 r. ziemstwo guberni besarabskiej wykupiło działkę budowlaną na rogu ówczesnych ulic Gubernialnej (ob. Puszkina) i Podolskiej z przeznaczeniem na budowę nowej siedziby gimnazjum żeńskiego. Ziemstwo przejęło bowiem opiekę nad prywatnym gimnazjum żeńskim Bielugowej, założonym w 1864 r., przekształconym w 1866 r. w gimnazjum żeńskie pod opieką zgromadzenia szlachty guberni besarabskiej. Budowa nowego obiektu przeznaczonego dla gimnazjum trwała od maja 1881 do sierpnia 1882. Autorem projektu budynku był G. Łonski.
W 1895 r. sąsiadujący ze szkołą budynek przy ul. Gubernialnej został przebudowany według projektu Aleksandra Bernardazziego, by pomieścić kaplicę szkolną. Fundatorami tak powstałej świątyni prawosławnej byli Jewfrosinija Wiaziemska i Fiodor Krupienski. Z powodu tragicznego wypadku, jaki zdarzył się w pomieszczeniu ołtarzowym gotowej już cerkwi, nie została ona jednak zgodnie z planem wyświęcona - nie godziła się na to fundatorka. Zamiast niej na pocz. XX wieku na jednym z dziedzińców gimnazjum wzniesiono budynek, w którym na pierwszej kondygnacji znajdowała się sala sportowa, zaś na piętrze - szkolna kaplica św. Mikołaja, najprawdopodobniej według projektu Michaiła Sierocinskiego.
Po upadku Imperium Rosyjskiego, a następnie włączeniu Besarabii w granice państwa rumuńskiego gimnazjum żeńskie prowadzone przez ziemstwo zostało przekształcone w rumuńskie liceum żeńskie im. królowej Marii, które działało do 1940. W 1922 r. dokonano konsekracji wzniesionej w 1895 r. szkolnej cerkwi, nadając jej wezwanie św. Teodora Tyrona.
W latach 1941–1944 w budynku działało żeńskie liceum handlowe. Po przyłączeniu Besarabii do ZSRR i utworzeniu Mołdawskiej SRR funkcjonowała tu najpierw do 1946 r. mołdawska szkoła średnia nr 1, następnie dwie odrębne szkoły żeńska (nr 1) i męska (nr 4). W 1956 r. budynek zajęła szkoła średnia im. Grigorija Kotowskiego z mołdawskim językiem wykładowym. W 1991 r. na jej miejscu stworzono liceum teoretyczne im. Gheorghe'a Asachi (w latach 1991-2006 liceum rumuńsko-francuskie).
Budynek jest wpisany do rejestru zabytków Mołdawii o znaczeniu narodowym. W 2018 r. rozpoczęto w nim prace restauracyjne.

## Architektura
Budynek dawnego gimnazjum jest dwukondygnacyjny, z wejściem frontowym w narożniku ulic. Wejście to zdobione jest portykiem z dwiema kolumnami w porządku doryckim, wspierającym balkon połączony z loggią, zdobiony z kolei rzędem czterech kolumn jońskich. Kolumny wspierają zwieńczenie z tondem. Budynek jest skromnie zdobiony detalami nawiązującymi do włoskiej architektury renesansowej.
Główne wejście do budynku prowadzi do obszernego westybulu, z którego można dostać się do obydwu skrzydeł budynku. Klatka schodowa prowadzi na korytarz na pierwszym piętrze, do którego przylega rząd sal lekcyjnych.